# Sydoriw
Sydoriw (ukrainisch Сидорів; russisch Сидоров Sidorow, polnisch Sidorów) ist ein Dorf im Osten der ukrainischen Oblast Ternopil mit etwa 1100 Einwohnern (2001).

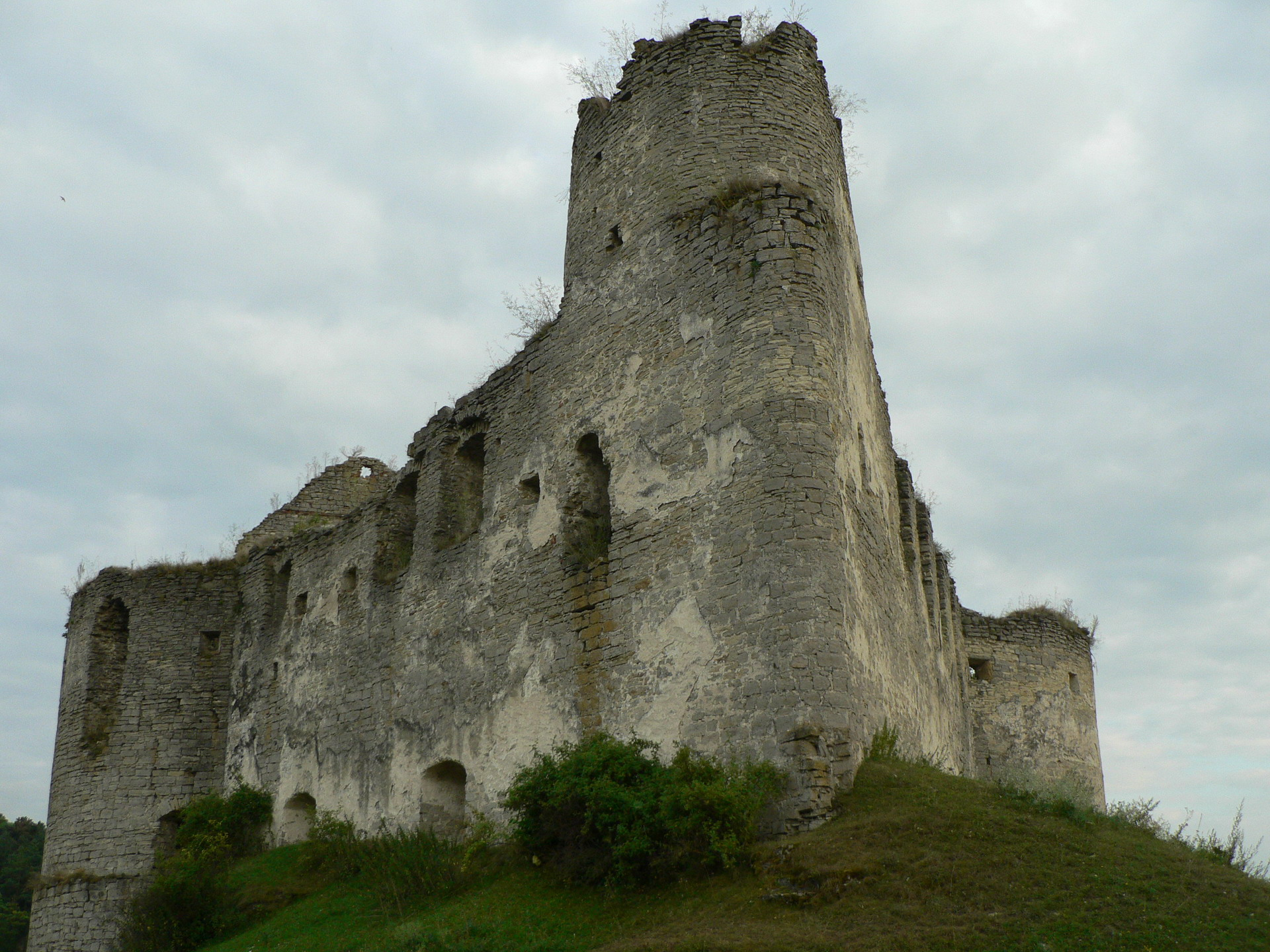
Burgruine Sydoriw

In dem seit der zweiten Hälfte des 14. Jahrhunderts bekannten Dorf (eine andere Quelle nennt das Jahr 1380) befindet sich die Ruine der in den 1640er Jahren von Marcin Kalinowski erbauten Burg Sydoriw (Сидорівський замок Sydoriwskyj samok) und die zwischen 1726 und 1730 im Stil des klassischen Barocks erbaute Kirche der Verkündigung der Jungfrau Maria.
Die Ortschaft liegt an Mündung der 17 km langen Slobidka (Слобідка) in den Sbrutsch, 8 km südlich vom ehemaligen Rajonzentrum Hussjatyn und 86 km südöstlich vom Oblastzentrum Ternopil.
Nördlich vom Dorf verläuft die Territorialstraße T–20–02.

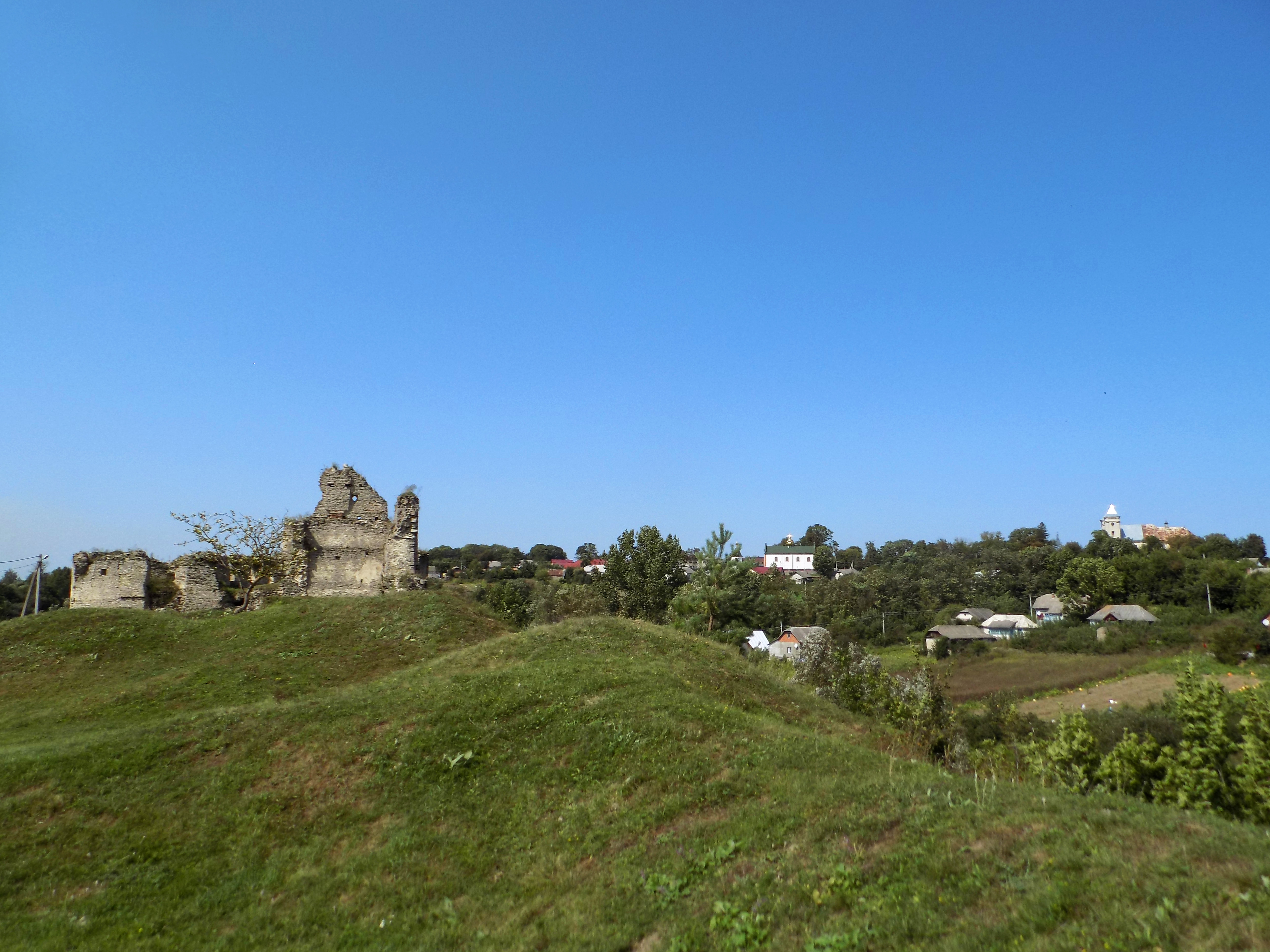
Blick auf den Ort

Am 12. Juni 2020 wurde das Dorf ein Teil der Siedlungsgemeinde Hussjatyn im Rajon Hussjatyn; bis dahin bildete es zusammen mit dem Dorf Schydliwzi (Шидлівці) die Landratsgemeinde Sydoriw (Сидорівська сільська рада/Sydoriwska silska rada) im Südosten des Rajons Hussjatyn.
Am 17. Juli 2020 wurde der Ort Teil des Rajons Tschortkiw.